# Anastasia Kelesidou
Anastasia Kelesidou (Hamburgo, Alemania, 28 de noviembre de 1972) es una atleta griega de origen alemán, especialista en la prueba de lanzamiento de disco, en la que ha logrado ser dos veces subcampeona olímpica en Sídney 2000 y Atenas 2004.

## Carrera deportiva
En las Olimpiadas de Sídney 2000 ganó la medalla de plata en lanzamiento de disco tras la bielorrusa Ellina Zvereva y por delante de otra bielorrusa Irina Yatchenko, y cuatro años después, en las Olimpiadas de Atenas 2004 volvió a ganar la plata.
En el Mundial de París 2003 ganó la medalla de plata en la misma prueba, con un lanzamiento de 67.14 metros, tras la bielorrusa Irina Yatchenko (oro con 67.32 metros) y por delante de su compatriota la también griega Ekaterini Voggoli (bronce con 66.73 metros).